# Vincenzo Meucci
Vincenzo Meucci (Firenze, 6 aprile 1694 – Firenze, 7 novembre 1766) è stato un pittore italiano.

## Biografia
Era il figlio di Lorenzo di Gerolamo Meucci e di Lisabetta di Paolo Caloni.
Si formò artisticamente tra Firenze e Bologna, allievo prima di Sebastiano Galeotti poi di Giovanni Gioseffo dal Sole, venendo influenzato sia dalla cultura tardobarocca, sia dalle novità del neoclassicismo.
Fu patrocinato dal marchese Giovan Battista Salimbeni di Siena, che gli commissionò numerose opere, sia su tela che ad affresco. Lavorò anche per il cardinale Alessandro Chigi Zondadari a Siena e per il cardinale Neri Corsini a Firenze.
La sua crescente fama gli fece ottenere la sua commissione più importante, da parte dell'Elettrice palatina Anna Maria Luisa de' Medici, ultima discendente dei Medici, la quale lo incaricò di affrescare la cupola di San Lorenzo con la Gloria dei santi fiorentini (1742).

## Altre opere
- Affreschi nella Cappella di San Mauro, Badia fiorentina, Firenze (1717)
- San Crescenzio martire, affresco sul pennacchio della cupola dell'Insigne Collegiata di Santa Maria in Provenzano, Siena.
- I Santi Patroni di Siena, Ansano, Crescenzio, Savino e Vittore in venerazione della Vergine Maria, affresco sulla volta della cappella del Palazzo Arcivescovile di Siena.
- Madonna del Rosario, pala nella chiesa di Santa Lucia alla Castellina, Sesto Fiorentino (1731)
- Affreschi nella volta dell'ingresso dell'Ospedale di San Giovanni di Dio, Firenze (1735)
- Affreschi a Palazzo Panciatichi, Firenze (1741 circa)
- Sala dell'Apoteosi, Palazzo Roffia (1745)
- Madonna che dà lo scapolare a san Simone Stock, cupola della Cappella Brancacci (1746-1748)
- Matrimonio della Vergine, pala d'altare, Chiesa di San Paolino, Firenze
- Una pala nella Chiesa di Santa Maria Maggiore, Firenze
- Ascensione di Cristo, affreschi nel soffitto della navata della Chiesa di San Salvatore al Vescovo, Firenze
- Visione di San Rocco, affreschi nel soffitto della navata della Chiesa di Santa Maria delle Vedute, Fucecchio